# Frédéric Journès
Pour les articles homonymes, voir Journès.
Frédéric Journès, né le 25 octobre 1968 à Paris, est un diplomate français, spécialiste des affaires stratégiques et de sécurité. Il fut de septembre 2019 à juillet 2023 ambassadeur de France en Suisse et au Liechtenstein,,,. En juillet 2023, il remplace Éric Danon au poste d'Ambassadeur de France en Israël.  

## Biographie

### Formation
Frédéric Journès est un ancien élève de l’École nationale d'administration (ENA), promotion Valmy. Il est diplômé de l’École supérieure de commerce de Lyon (ESC Lyon) ainsi que titulaire d’une licence en histoire et agrégé de géographie.

### Carrière
Frédéric Journès commence sa carrière diplomatique à New York comme premier secrétaire à la représentation permanente de la France auprès de l’ONU de 2003 à 2007, où il est chargé des questions de désarmement (première commission, conférence d’examen du TNP, instrument sur le marquage et le traçage des ALPC) et de non prolifération (résolutions 1540, 1718 (RPDC), 1737 et 1747 (Iran)). Il est ensuite premier conseiller à l’ambassade de France à Athènes (2007-2010) puis à Kaboul (2010-2011). 
De retour à Paris, il exerce les fonctions de directeur adjoint des affaires stratégiques au Quai d’Orsay de 2012 à 2013. Il est alors responsable de l’encadrement intergouvernemental des coopérations et du commerce en matière de satellites. Il est également responsable des dossiers portant sur les biens à double usage et sur la sécurité nucléaire.
Il rejoint ensuite le Commissariat à l’Énergie atomique (CEA), en tant que directeur des relations internationales et gouverneur à l’AIEA,. Dans cette fonction, il développe les coopérations scientifiques internationales du CEA, supervise l’encadrement intergouvernemental des échanges et coopérations nucléaires, et mène des négociations multilatérales sur les politiques de vérification, de sureté et de sécurité nucléaire.
Il intègre en septembre 2016 les services du Premier ministre comme directeur des affaires internationales, stratégiques et technologiques du Secrétariat général de la défense et de la sécurité nationale (SGDSN). Ses responsabilités recouvrent alors la protection et le développement des technologies avancées, la politique de contrôle des exportations de matériels de défense et d’observation de la Terre, et enfin l’analyse stratégique et prospective sur les grands enjeux de sécurité.
En 2017, il est membre du comité de rédaction de la revue stratégique de défense.
En septembre 2019, il est nommé Ambassadeur de France en Suisse et au Liechtenstein. 
En juillet 2023, il remplace Eric Danon au poste d'Ambassadeur de France en Israël. 

## Décorations
- Chevalier de l'ordre national du Mérite[5].